# Alszeghy Lajos
Alszeghy Lajos, névváltozat: Alszegi, eredeti neve: Augner Lajos (Budapest, 1912. március 24. – Budapest, 1947. december 9.) magyar színész. Bátyja Alszeghy János debreceni színházi titkár volt.

## Életpályája
Szülei: Augner János és Szabó Mária voltak. 1932-ben végzett a Színművészeti Főiskola hallgatójaként, Góth Sándor, Nagy Adorján és Ódry Árpád oktatta. Tolnay Andor vándortársulatánál kezdte pályáját. 1934–1935 között a Király Színházban szerepelt. 1935-től Pozsonyban, 1936-tól Debrecenben játszott. 1939-től Bánky Róbert vándortársulatában lépett fel. 1941–1943 között a Magyar Színház tagja volt. 1943–1944 között a Vígszínházban lépett fel. 1946–1947 között a Madách Színház társulatának tagja volt.
Vidéki színészként sokat nyomorgott. Filmjeiben kisebb mellékszerepeket alakított mind komikus, mind drámai szerepkörben. Öngyilkos lett, gázmérgezésben halt meg. Többször kísérletezett korábban öngyilkossággal, hol szerelmi ügyek, hol pedig idegbaja miatt.
Temetése a Farkasréti temetőben volt.

## Színházi szerepei
- John Steinbeck: Egerek és emberek – Candy
- George Bernard Shaw: Olyan szép, hogy nem is lehet igaz – jámbor közlegény
- William Shakespeare: A velencei kalmár – Shylock
- William Shakespeare: Lear király – Bolond

## Filmjei
- Lelki klinika (1941)
- Emberek a havason (1941-1942)
- Éjfélre kiderül (1942)
- Szép csillag (1942)
- A 2000 pengős férfi (1942)
- Házasság (1942)
- Estélyi ruha kötelező (1942)
- Egér a palotában (1942)
- Alkalom (1942)
- Szabotázs (1942)
- A harmincadik… (1942)
- Házassággal kezdődik (1942-1943)
- Legény a gáton (1943)
- Makrancos hölgy (1943)
- Megálmodtalak (1943)
- Makacs Kata (1943)
- Valamit visz a víz (1943)
- Futóhomok (1943)
- A három galamb (1944)
- Futótűz (1944)
- A látszat csal (1944)
- A két Bajthay (1944)
- Makkhetes (1944)
- Kétszer kettő (1944)[5]
- Csiki Borka tánca (1944)[6]
- Vihar után (1945)
- Egy ember tragédiája (1946)